# Philipp Kukura
Philipp Kukura (* 26. března 1978 Bratislava) je původem slovenský fyzikální chemik, který působí jako profesor biofyzikální chemie na Oxfordské univerzitě. Je členem Exeterské koleje. Profesor Kukura je vedoucím výzkumné skupiny, která se zaměřuje na vývoj a aplikaci nových optických metod ke zjišťování, určování a měření molekulární hmotnosti jednotlivých biomolekul.

## Životopis
Narodil se v Bratislavě v rodině herce Juraje Kukury. V roce 1984 emigroval s rodiči do německého Hamburku, kde roku 1998 ukončil Gymnázium Viléma I. V roce 2002 získal na oddělení chemie Oxfordské univerzity titul magistra chemie (Master of Chemistry). V roce 2006 mu byl na oddělení chemie Kalifornské univerzity v Berkeley udělen akademický titul Ph.D. Do roku 2010 působil jako postdoktorandský výzkumný asistent pod vedením profesora Vahida Sandoghdara na Spolkové vysoké technické škole v Curychu. Po návratu na Oxfordskou univerzitu v roce 2010 působil nejprve v laboratoři fyzikální a teoretické chemie. V roce 2011 se stal odborným asistentem na Exeterské koleji a posléze jejím členem. Roku 2014 se habilitoval jako docent a od roku 2016 je řádným profesorem chemie. Je ženatý a má jednu dceru.
V roce 2018 založil společnost pro hmotnostní fotometrii Refeyn Ltd., v níž je výkonným ředitelem.

## Výběr z publikací
- Arroyo, J. O. Andrecka, J., Spillane, K. M., Billington, N., Takagi, Y., Sellers, J. R., Kukura, P.: Label-free, all-optical detection, imaging, and tracking of a single protein Nano Letters, 2014.
- Musser, A. J., Liebel, M., Schnedermann, C., Wende, T., Kehoe, T. B., Rao, A., Kukura, P.: Evidence for conical intersection dynamics mediating ultrafast singlet exciton fission Nature Physics, 2015
- Andrecka, J., Ortega-Arroyo, J. O., Takagi, Y., de Wit, G., Fineberg, A., MacKinnon, L., Young, G., Sellers, J. R., Kukura, P.: Structural dynamics of myosin 5 during processive motion revealed by interferometric scattering microscopy eLife, 2015
- Arroyo, J. O., Kukura, P.: Non-fluorescent schemes for single-molecule detection, imaging and spectroscopy Nature Photonics, 2016.
- Cole, D., Young, G., Weigel, A., Kukura, P.: Label-free single molecule imaging with numerical aperture-shaped interferometric scattering microscopy ACS Photonics, 2017.
- Liebel, M., Kukura, P.: Lack of evidence for phase-only control of retinal photoisomerization in the strict one-photon limit Nature Chemistry, 2017
- Young, G., Hundt, N., Cole, D., Fineberg, A., Andrecka, J., Tyler, A., Olerinyova, A., Ansari, A., Marklund, E. G., Collier, M. P., Chandler, S. A., Tkachenko, O., Allen, J., Crispin, M., Billington, N., Takagi, Y., Sellers, J. R., Eichmann, C., Selenko, P.,Frey, L., Riek, R., Galpin, M. R., Struwe, W. B., Benesch, J. L. P., Kukura, P.: Quantitative mass imaging of single biological macromolecules Science, 2018.

## Ocenění
- 2002 Cena za diplomovou práci, Oxfordská univerzita[2]
- 2006 Cena pro absolventy, Spektroskopická společnost[2]
- 2010 stážista britské Rady pro inženýrský a přírodovědecký výzkum[2]
- 2011 zvolen Společníkem Královské chemické společnosti[2]
- 2011 Harrison-Meldolova pamětní cena, Královská chemická společnost[6]
- 2014 hostující profesor na Erlangensko-norimberské univerzitě Friedricha Alexandra[2]
- 2014 zisk grantu Evropské rady pro výzkum (ERC) pro mladé výzkumníky[7]
- 2015 hostující profesor na Univerzitě La Sapienza[2]
- 2015 Marlowova cena, Královská chemická společnost[8]
- 2016 Malá medaile sv. Gorazda Ministerstva školství, vědy, výzkumu a sportu Slovenské republiky[9]
- 2017 Cena Asociace evropských biofyzikálních společností (EBSA) pro mladé výzkumníky[10]
- 2018 Wolfsonova medaile Královské společnosti za zásluhy o výzkum[2]
- 2018 Blavatnikova cena pro mladé vědce ve Spojeném království v oblasti chemie – finalista[2]
- 2018 Klung-Wilhelmyho vědecká cena za chemii[11][12]
- 2019 Blavatnikova cena pro mladé vědce ve Spojeném království v oblasti chemie – laureát[13]

## Patenty
- 2001 Bradbury JE, Smith DR, Grant ER, Kukura P. Identification of material inclusions in pulp and paper using Raman spectroscopy. US6744500B2.
- 2016 Kukura P, Weigel A, Benesch J. Interferometric Scattering Microscopy. GB2552195A, patent pending.